# جشنواره بین المللی فیلم دریای سرخ
جشنواره بین‌المللی فیلم دریای سرخ (عربی: مهرجان البحر الأحمر السينمائي الدولي) یک جشنواره فیلم است که در سال ۲۰۱۹ راه‌اندازی و در جده، عربستان سعودی برگزار شد. این جشنواره عمدتاً بر روندهای داستان‌نویسی جدید و همچنین استعدادهای نوظهور از عربستان سعودی، جهان عرب و دیگر کشورهای جنوب جهانی متمرکز است. این جشنواره به‌دنبال ایجاد یک پایه محکم برای صنعت فیلم در عربستان سعودی است که ممکن است به تنوع بخشیدن به درآمد این کشور کمک کند. اولین دوره این جشنواره از ۶ تا ۱۵ دسامبر ۲۰۲۱ در شهر قدیمی جده برگزار شد. دومین دوره این جشنواره بین ۱ تا ۱۰ دسامبر ۲۰۲۲ برگزار شد و بهترین فیلم‌ها از عربستان سعودی، منطقه و مجموعه‌ای از عناوین انتخاب شده از سراسر جهان به نمایش درآمد.

## تاریخچه
جشنواره بین‌المللی فیلم دریای سرخ در سال ۲۰۱۹ به‌عنوان طرحی برای احیای سینمای عربستان تاسیس شد. در ابتدا قرار بود در مارس ۲۰۲۰راه اندازی شود، اما به‌دلیل دنیا‌گیری کووید-۱۹ در عربستان سعودی لغو شد. اولین نسخه خود را در نوامبر ۲۰۲۱ با انتخاب سیرانو از جو رایت افتتاح کرد.

## سازمان
این جشنواره توسط بنیاد جشنواره فیلم دریای سرخ، یک سازمان فرهنگی غیرانتفاعی ثبت شده در عربستان سعودی، سازماندهی و اداره می‌شود. ریاست این بنیاد بر عهده جومانا الرشید است.

## جشنواره‌ها

### ۲۰۲۱
دوره ۲۰۲۱ جشنواره در ۶ دسامبر ۲۰۲۱ با سیرانو اثر جو رایت در جده عربستان سعودی افتتاح شد. در ۱۵ دسامبر با اکران جهانی فیلم  ۸۳ از کبیرخان به پایان رسید. این رویداد پس‌از چندین تماس بایکوت توسط منتقدان رخ داد که هشدار دادند مقامات سعودی در تلاش هستند تا توجه بین‌المللی را از سوابق ضعیف حقوق بشر این کشور منحرف کنند. پادشاهی متهم به استفاده از فرهنگ برای سفید کردن تصویر خود در سطح جهانی شد. یکی از منتقدان گفت که جشنواره بدون آزادی بیان به یک پروپاگاندا تبدیل شد.